# Společné síly Armády České republiky
Společné síly AČR existovaly jako součást Armády České republiky v letech 2003 až 2013. Pod Velitelství společných sil v tomto období spadaly pozemní i vzdušné síly. V roce 2013 došlo na základě závěrů Bílé knihy o obraně ke zrušení Společných sil a obnovení samostatného Velitelství pozemních sil a Velitelství vzdušných sil. Posledním velitelem Společných sil AČR byl generálmajor Ing. Ján Gurník.
Mezi hlavní úkoly Společných sil patřilo vytváření, příprava, rotace a rozpouštění úkolových uskupení určených pro řešení taktických nebo operačně-taktických úkolů na území České republiky i v zahraničí a k plnění dalších, zákony stanovených úkolů. Velitelství společných sil dislokované v Olomouci zabezpečovalo procesy související s přípravou podřízených sil a prostředků do úkolových uskupení k zajištění vojensko-politických ambicí ČR a plnění z toho vyplývajících úkolů.

## Historie
Součástí Společných sil AČR byly od 1. prosince 2003 Pozemní síly AČR, Vzdušné síly AČR a podpůrný komplet Společných sil. K 1. červenci 2013 došlo na základě závěrů Bílé knihy o obraně k obnovení samostatného Velitelství pozemních sil a Velitelství vzdušných sil. Společné síly, resp. jejich velitelství, byly zrušeny 31. října 2013. Změny organizační struktury byly vyvolány snahou o úsporu zdrojů.

## Struktura (2005)
Hlavní součásti Společných sil Armády České republiky:

### Velitelství společných sil
- Velitel společných sil
  - Inspektorát
  - Osobní štáb
  - Zástupce velitele (ZV)
  - ZV – velitel pozemních sil
  - ZV – velitel vzdušných sil
  - Náčelník štábu
    - J-1 (odbor personalistiky)
    - J-2 (zpravodajský odbor)
    - J-3 ZNŠ (sekce operační a bojové přípravy; zástupce náčelníka štábu)
    - J-4 (sekce logistiky)
    - J-5 (odbor plánování)
    - J-6 (odbor komunikačních a informačních systémů)
    - OZab (odbor zabezpečení)
    - J-8 (ekonomický odbor)

### Pozemní síly
- 4. brigáda rychlého nasazení
  - 41. mechanizovaný prapor
  - 42. mechanizovaný prapor
  - 43. výsadkový mechanizovaný prapor
- 7. mechanizovaná brigáda
  - 71. mechanizovaný prapor
  - 72. mechanizovaný prapor
  - 73. tankový prapor
- 13. dělostřelecká brigáda
  - 131. smíšený dělostřelecký oddíl
  - 132. smíšený dělostřelecký oddíl
- 102. průzkumný prapor

### Vzdušné síly
- Operační základny
  - 21. základna taktického letectva
  - 22. základna letectva
  - 23. základna vrtulníkového letectva
  - 24. základna dopravního letectva
- 25. protiletadlová raketová brigáda
  - 251. protiletadlová raketová skupina
  - 252. protiletadlová raketová skupina
  - 253. prapor zabezpečení
- 26. brigáda velení, řízení a průzkumu
  - CRC (Středisko řízení a uvědomování) Stará Boleslav
  - MACC (Řízení letového provozu) Praha
  - ANCC (Národní středisko řízení a velení) Stará Boleslav
- Letecké základny
  - Správa letiště Pardubice
  - Opravárenská základna letectva České Budějovice

### Podpůrný komplet společných sil
- 14. brigáda logistické podpory
- 15. ženijní záchranná brigáda
- 31. brigáda chemické a biologické ochrany
- 101. spojovací prapor
- 53. centrum pasivních systémů a elektronického boje
- 104. zabezpečovací prapor
- 103. středisko CIMIC/PSYOPS
- 52. ústřední vojenský zdravotní ústav

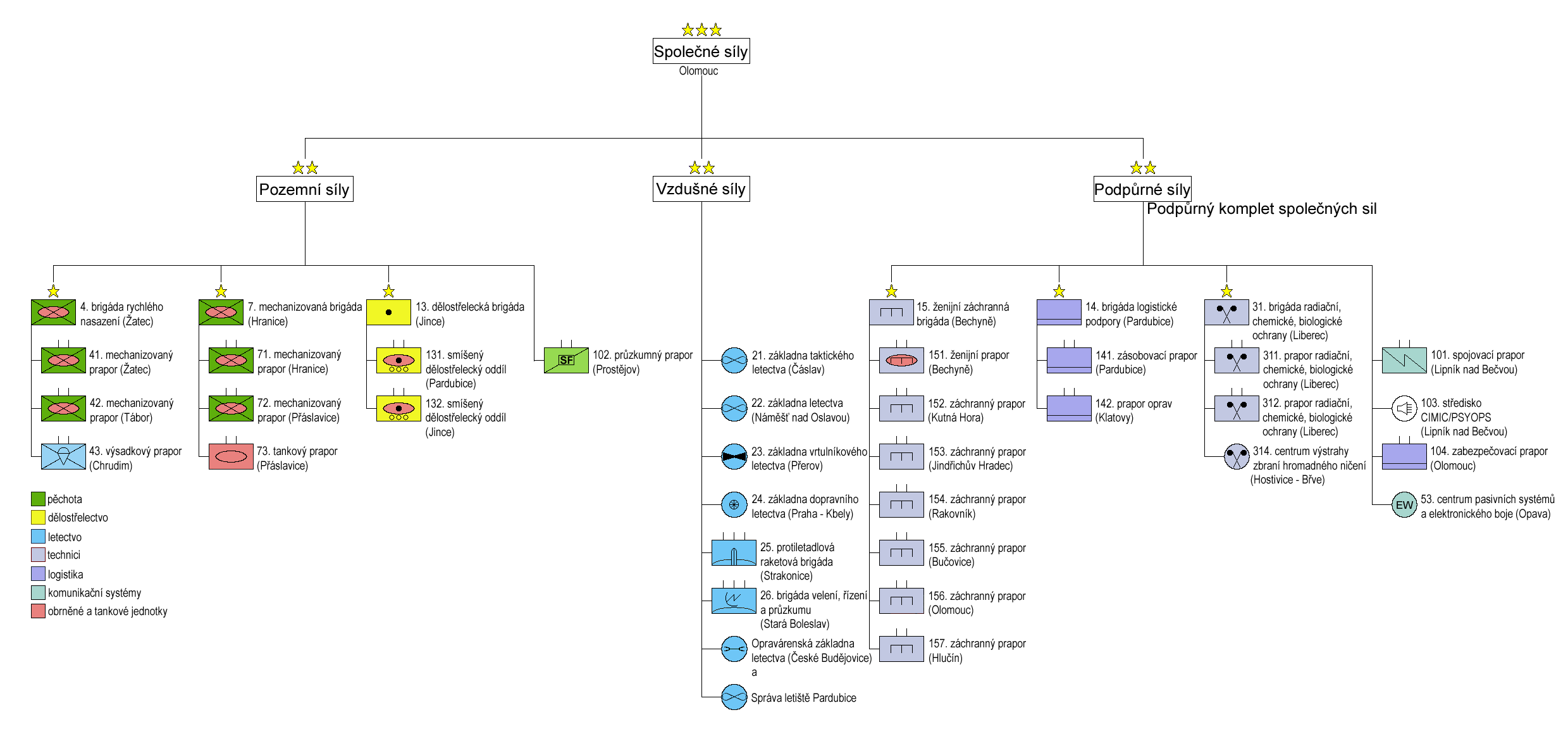
Struktura Společných sil AČR v roce 2007.

- Vojenský technický ústav ochrany